# Maharadja

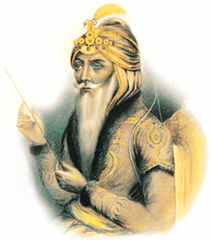
Maharadja Ranjit Singh regeerde in de eerste helft van de 19e eeuw een groot deel van Noordwest-India en Pakistan.

Maharadja (naar het Engels ook wel maharaja) is een Indiase heerserstitel. Het woord komt uit het Sanskriet waarmee grote heerser (maha is groot of verheven, radja is heer of vorst) wordt aangeduid. De maharadja's waren vroeger heersers over (vaak feodale) koninkrijken. De (belangrijkste) vrouw van een maharadja wordt maharani genoemd.
Ten tijde van de Britse overheersing van India bestond ongeveer twee derde van het Indisch Subcontinent uit zogenaamde vorstenlanden, die geregeerd werden door een maharadja. Deze vorstenlanden hadden van de Britten een beperkte autonomie gekregen. Toen India in 1947 een onafhankelijke republiek werd, verloren de maharadja's hun macht.
Enkele maharadja's hadden een hogere status dan hun collega's. Ze werden maharana genoemd. De belangrijkste onder hen, Maharana Pratap, resideerde in de stad Udaipur. Naar hem is de huidige luchthaven van Udaipur genoemd.
baljuw · baron · dictator · doge · emir · farao · graaf · groothertog · grootvizier · grootvorst · heer · hertog · jonker · kalief · kan · keizer · koning · landgraaf · landsheer · landvoogd · maharadja · markies · monarch · paltsgraaf · paus · president · prins-bisschop · regent · sjah · sjeik · staatshoofd · sultan · tenno · tsaar · vizier · vorst · vorst-aartsbisschop